# Невеста речного бога
Невеста речного бога (кор. 하백의 신부) — манхва корейского автора Юн Мигён, которая начала выходить в 2006 году в корейском журнале Wink. На русском языке лицензирована компанией «Истари комикс». Это романтическое фэнтези, базирующееся на корейской мифологии.

## Сюжет
В деревне, где живёт Соа, на протяжении многих лет царит непрекращающаяся засуха. Отчаявшиеся жители выбирают Соа в качестве своеобразной жертвы богу воды Хабэку: прекрасной девушке суждено стать его невестой. Соа наряжают в красивое платье, сажают в лодку и пускают в плаванье. В этот момент разражается шторм — но Соа не тонет. К её удивлению, она попадает в водное королевство, где встречается со своим женихом.

## Персонажи
- Соа (кор. 소아, Soah)[3] — очень красивая юная девушка из маленькой деревеньки. Её принесли в жертву, чтобы задобрить речного бога, впрочем, Соа и сама смиряется с таким положением дел — она готова на многое ради своей семьи. Когда Соа была маленькой, ей предсказали, что она в будущем она полюбит двоих. Кроме того, однажды в детстве Соа играла около пруда, упала и чуть не утонула, но кто-то схватил её за руку и вытащил из воды. Говорили, что её спас водный бог. Считает, характер Хабэка не так уж плох, несмотря на его вечно плохое настроение. В водном королевстве мучается от одиночества и скучает по своей семье. Очень любопытна, поэтому иногда попадает в курьезные ситуации. Влюблена в Хабэка. После пленения у императора официально вышла замуж за бога воды.

- Хабэк (кор. 하백, Habaek) — бог воды, не желающий давать дождь жителям деревни Соа. Впервые появляется в виде маленького мальчика с серьёзным выражением лица и вредным характером. Скептически относится к людям, считает, что они губят природу, занимаются самоуничтожением и поэтому не заслуживают жалости. Плохо переносит солнечный свет. У Хабэка есть и другая, взрослая форма, и имя у неё - Муи. Хабэк принимает эту форму по ночам, и о ней Соа поначалу не подозревает. В этой форме у него на груди появляется татуировка в виде дракона. По-прежнему любит свою первую жену, Накпин, которая умерла молодой. Однако, когда встречается с оживлённой Накпин во дворце Императора, признаётся, что любит Соа. Женился на ней в Лунном Дворце. Символ Хабэка — кувшинка, которая распускается только ночью.
- Хее (кор. 후예) — главнокомандующий, соратник и ближайший друг Хабэка. Красивый мужчина, которого Соа поначалу принимает за самого бога воды. Для Соа является кем-то вроде телохранителя. Хорошо владеет оружием. Брат Накпин.
- Мура (кор. 무라) — богиня гор. Неизменно появляется с длинной курительной трубкой во рту. На лице у неё татуировка.  С любопытством — к Соа, но вообще не склонна проявлять эмоции, однако потом проясняется, что она влюблена в Хабэка, поэтому путает Соа и причиняет ей всевозможный вред (например, сжигает божественный сад).
- Тхэыльчжин (кор. 태을진인) — длинноволосый врач и изобретатель. Постоянно улыбается, носит странные очки, похожие на очки спортсменов-пловцов. Симпатизирует Соа и старается помочь по мере возможностей, однако затем предстаёт как вполне туманный персонаж, связанный и Императором.

## Вышедшие тома
| # | Дата выхода          | Страниц  | ISBN                                                         |
| - | -------------------- | -------- | ------------------------------------------------------------ |
| 1 | 2 июня 2006 года     | 184 стр. | ISBN 89-532-7250-5 ISBN 1-59307-849-8 ISBN 978-5-9901457-8-8 |
| 2 | 26 октября 2006 года | 174 стр. | ISBN 89-532-7382-X ISBN 978-5-9901457-9-5                    |
| 3 | 15 февраля 2007 года | 188 стр. | ISBN 89-532-7672-1 ISBN 978-5-904676-03-2                    |
| 4 | 12 июля 2007 года    | 172 стр. | ISBN 89-532-7984-4 ISBN 978-5-904676-06-3                    |
| 5 | 15 декабря 2007 года | 188 стр. | ISBN 89-532-8179-2 ISBN 978-5-904676-11-7                    |
| 6 | 22 августа 2011 года | 180 стр. | ISBN 978-89-532-7249-1 ISBN 987-5-9901457-7-1                |